# Иоаннидис, Периклис
Периклис Иоаннидис  (греч. Περικλής Ιωαννίδης; 1881, Коринф — 1965, Афины)— греческий вице-адмирал XX века, член королевской семьи Греции. Участник Балканских войн и Малоазийского похода (на последнем его этапе). Связал своё имя с историческим моментом воссоединения Додеканесских островов с Грецией.

## Биография
Периклис Иоаннидис родился в Коринфе. Начальное образование получил в родном городе, после чего поступил в Училище морских кадетов в Пирее, которое окончил в звании энсина.
Принял участие в Балканских войнах (1912—1913).
В период Первой мировой войны и Национального раскола, в силу своей приверженности королю и неприятия движения «Национальной обороны» созданного премьер-министром Э. Венизелосом, был осуждён в 1917 году к трёхлетнему заключению, и, как следствие, не принял участие в военных действиях начального периода Малоазийского похода.
После ноябрьских парламентских выборов 1920 года, на которых победила монархистская «Народная партия», 10 ноября был отозван на действующий флот, повышен в звание капитана (первого ранга) и участвовал в операциях флота на заключительного этапе Малоазийского похода.
В конце 1920 года, Иоаннидис познакомился с принцессой Марией, дочерью короля Греции Георга I, и великой княжны Ольги Константиновны, вдовой великого князя Георгия Михайловича, который умер в 1919 году.
Во многих источниках утверждается, что знакомство состоялось на борту эсминец «Иэракс», на котором Иоаннидис был капитаном. Однако эти утверждения не уточняют если знакомство состоялось в начале декабря 1920 года, когда «Иэракс» сопровождал флагманский крейсер «Георгиос Авероф» из Италии в Грецию, с возвращающейся из изгнания королевской семьёй на борту, или в феврале 1921 года, когда «Иэракс» сопровождал из Констанцы в занятый союзниками Константинополь румынский пароход «Король Карол», с членами королевской семьи на борту, после свадьбы принца Георга с Елизаветой Румынской.
Впоследствии Иоаннидис принял командование лёгким крейсером «Элли». Примечательно что на «Элли», под командованием Иоаннидиса, служил его будущий родственник и будущий король принц Павел.
Правление монархистов завершилось Малоазийской катастрофой. «Элли» был в числе последних кораблей эскадры контр-адмирала Каламидаса (линкоры «Лемнос» и «Килкис», крейсер «Элли», эсминцы «Аспис» и «Сфендони»" и вспомогательный крейсер «Наксос») покинувших Смирну в полдень 26 августа / 7 сентября 1922 года. Последовало антимонархистское восстание армии и флота 11 сентября 1922 года, после которого монархист Иоаннидис был демобилизован и, вслед за королевской семьёй, покинул Грецию.
В декабре 1922 года, находясь в Висбадене, Германия, П. Иоаннидис женился на принцессе Марии.
В 1935 году он был отозван на флот, но в том же году ушёл в отставку, получив одновременно звание контр-адмирала.
В период 1922—1940 годов Иоаннидис с принцессой Марией проживали первоначально в Англии, а затем в Италии, где обосновались принц Христофор со своей матерью королевой Ольгой. В преддверии греко-итальянской войны (1940—1941), адмирал Иоаннидис с супругой вернулся в Грецию, где в декабре 1940 года принцесса Мария умерла.
Не располагаем информацией о участии (или неучастии) адмирала Иоаннидиса в военных событиях 1940—1945 годов, как на территории Греции, так и за её рубежами.
Имя адмирала Иоаннидиса появляется в греческой историографии через 3 года после освобождения страны.

## Воссоединение Додеканесских островов с Грецией
До Второй мировой войны Додеканес находился под контролем Италии. В конце 1944 года острова были заняты британской армией, при содействии частей греческого эмиграционного правительства. Немецкий гарнизон Родоса капитулировал 8 марта 1945 года. Однако будущий статус островов оставался оставался неопределённым, и архипелаг стал объектом дипломатических игр. Великобритания и США согласовали передачу Додеканеса Греции ещё с середины 1945 года. СССР категорически отвергал послевоенные территориальные претензии Греции к её северным соседям, где были установлены просоветские режимы, Албании и Болгарии, бывшей союзницей Германии и принявшей участие в оккупации Греции. Однако в том что касается передачи Греции Додеканеса, СССР в принципе не возражал, но пытался увязать передачу со своими правами на Западную Ливию и арендой базы для своего торгового флота на одном из островов Додеканеса. Передачу Додеканеса Греции поддерживали без возражений Франция и Китай. Лишь к лету 1946 года, СССР отказался от своих претензий блокировавших передачу Додеканеса Греции.
Греческий король Павел счёл своего бывшего командира по эсминцу «Элли» и члена королевской семьи самой оптимальной персоной для завершения процесса передачи Додеканеса Греции. 29 марта 1947 года адмирал Иоаннидис прибыл на остров Калимнос. 31 марта 1947 года адмирал Иоаннидис, как официальный представитель Греции, принял от англичан правление Додеканесом и был назначен его первым (греческим) военным комендантом Однако официально острова были переданы Греции лишь в сентябре 1947 года, после подписания мирного договора с Италией.
Правление островами Додеканеса (март 1947 — апрель 1948) адмиралом Иоаннидисом, в условиях продолжающейся в стране гражданской войны (1946—1949) получило положительную оценку как прессой тех лет, так и греческой историографией. Отмечается также, что адмирал Иоаннидис исполнял возложенные на него обязанности не получая никакой денежной компенсации. Адмирал Иоаннидис приложил все свои силы в утверждение господства Греции в архипелаге и правил с реализмом и без иллюзий. Он создал Исторический архив Додеканеса, в котором собрал архивы всех островов и ввёл для архипелага Гражданский кодекс, для чего на собственные деньги издал том соответствующего законодательства («Έκδοσις επί τη επισήμω κυρώσει της προσαρτήσεως της Δωδεκανήσου εις την Μητέρα Πατρίδα-Αθήνησι κατά Μάρτιον 1948».). Иоаннидис создал муниципальную аптеку на острове Сими, которая бесплатно предоставляла жителям лекарства и медикаменты. При правлении Иоаннидиса жителям этого же острова бесплатно предоставлялась мука. Иоаннидис инициировал создание детских лагерей отдыха. Он предоставлял бесплатно бумагу газетам малых островов, включая и те что вели оппозиционную борьбу против него, заявляя что дух должен быть свободным, преследуются только незаконные действия.
Помня о правлении адмирала Иоаннидиса и в ознаменование десяти лет передачи Додеканеса Греции, муниципалитет Родоса установил в марте 1958 года бюст адмирала, при его жизни. Бюст работы скульптора Михалиса Тилиакоса был вынесен по просьбе адмирала из здания муниципалитета, под открытое небо.

## Последние годы жизни
Последние годы своей жизни адмирал Иоаннидис посвятил общественной жизни и меценатству. Он был благотворителем Исторического и этнологического общества Греции (Ιστορική και Εθνολογική Εταιρεία της Ελλάδος), которой завещал свою коллекцию фотографий и исторических экспонатов, и которая сегодня хранится в Историческом музее Афин.
Адмирал Иоаннидис был президентом Пирейского яхтклуба и в 1958 году Иоаннидис был провозглашён его почётным членом.
Адмирал Иоаннидис умер в Афинах 7 февраля 1965 года и похоронен на Королевском кладбище в Татой.
Согласно архивов Великой ложи Греции, адмирал П. Иоаннидис был её членом.